# Indianapolis Colts
Indianapolis Colts – zawodowy zespół futbolu amerykańskiego z siedzibą w Indianapolis, w stanie Indiana. Drużyna jest częścią Dywizji Południowej konferencji AFC.
Drużynę założono w roku 1953 pod nazwą Baltimore Colts. W latach 1947–1950 grała inna drużyna pod tą samą nazwą, która rozpoczęła zawodową karierę jako Miami Seahawks, członek założyciel ligi All-America Football Conference. Zespół przeniósł się w roku 1947 do Baltimore, w stanie Maryland, gdzie trzy lata później dołączył do ligi NFL po rozwiązaniu AAFC. Jednakże po jednym sezonie zespół rozwiązano ku niezadowoleniu lokalnych kibiców. W roku 1953 NFL zezwoliła na odrestaurowanie drużyny Colts na bazie resztek po rozwiązanej franczyzie Dallas Texans. Grając w Baltimore zespół zdobył 4 Mistrzostwa NFL, włączając Super Bowl V.
Przed sezonem 1984 Colts przenieśli się do Indianapolis, w stanie Indiana, w dość nietypowy sposób: w śnieżną noc 29 marca przewieziono konwojem ciężarówek wszystkie sprzęty klubowe do nowej siedziby. Przeprowadzka tak rozsierdziła wielu kibiców z Baltimore oraz byłych zawodników drużyny, że całkowicie odżegnali się od zespołu z Indianapolis. Od czasu przenosin Colts dziesięciokrotnie pojawili się w fazie play-off konferencji i wygrali Super Bowl XLI.
Letnim obiektem treningowym drużyny jest Rose-Hulman Institute of Technology in Terre Haute, w stanie Indiana.
Zawodnicy polskiego pochodzenia w Colts: Chris Gardocki (1995-1998)